# Ópera Nacional de Grecia
La Ópera Nacional de Grecia (en griego:  Εθνική Λυρική Σκηνή) es la ópera lírica estatal de Grecia, ubicada en la Avenida Syggrou 364 en el centro de la ciudad de Atenas. Es una corporación pública bajo la supervisión del Ministerio de Cultura de Grecia y es administrada por la Junta de Síndicos y su director artístico.
Las actuaciones de la Ópera Nacional griega se presentan en diversos escenarios:
- El Teatro Olimpia, con su escenario central Maria Callas que es el lugar principal para la ópera y el ballet.
- El Teatro Acropol, con el "nuevo escenario" y el "escenario infantil", sobre todo presenta opereta y ópera para niños.
- El Escenario lírico es un teatro Lírico y estudio experimental.